# 南岛民族主义
南岛民族主义是指新西兰南岛的民族主义运动。

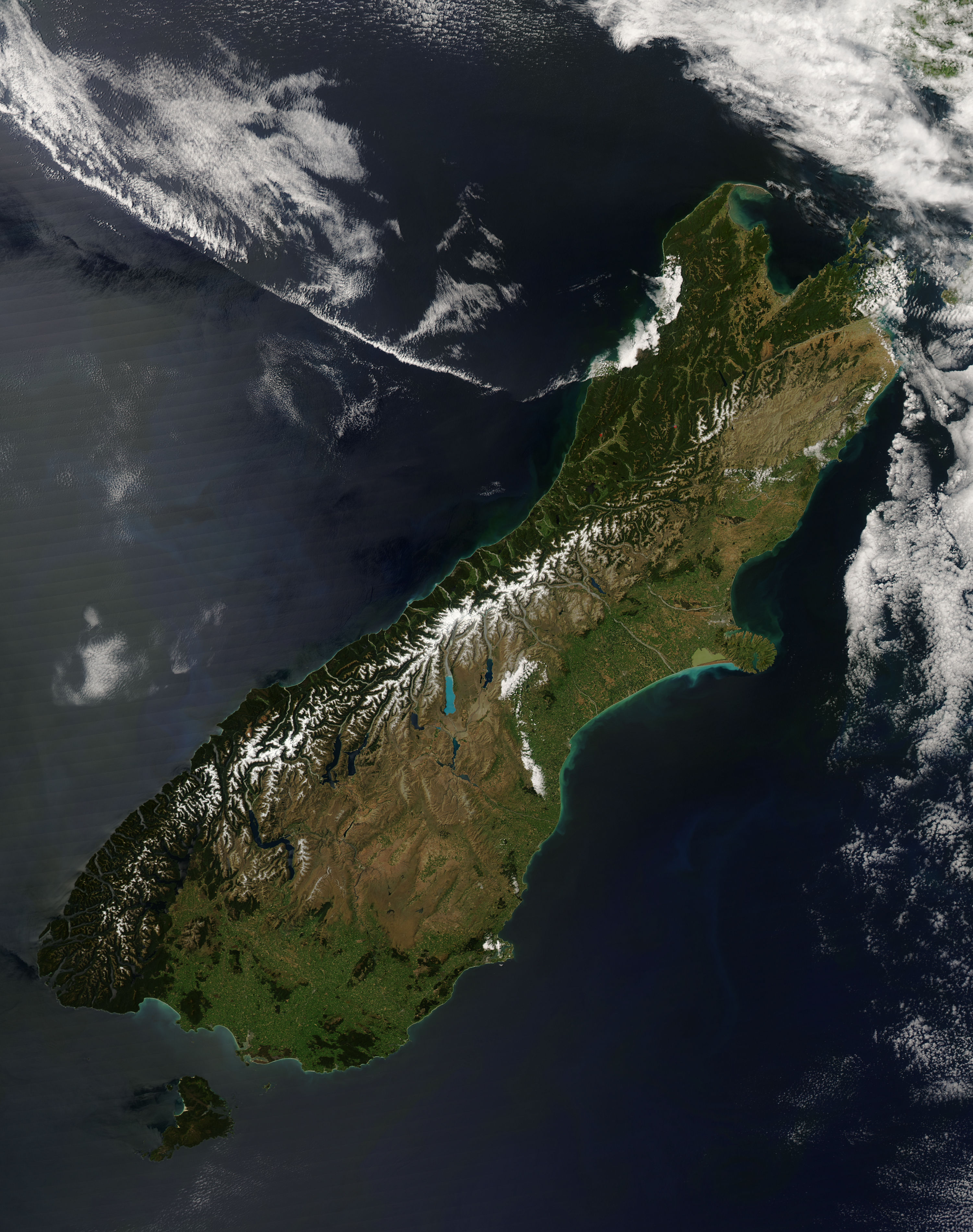
南岛

新西兰第八任总理尤勒斯·沃格尔一直主张南岛和北岛分离，这导致他在1868年被《奥塔哥每日时报》解雇。1865年，新西兰议会对独立问题进行投票；同年，新西兰将首府从奥克兰迁至地理位置更居中的惠灵顿，对南岛可能会成为独立殖民地的担忧是迁都的主要因素之一。